# إدمنتون (دائرة انتخابية في المملكة المتحدة)
ادمنتون  (بالإنجليزية: Edmonton)‏ هي إحدى الدوائر الانتخابية في المملكة المتحدة الممثلة في مجلس العموم في برلمان المملكة المتحدة.
عضو البرلمان الذي يمثلها حالياً هو :Mr Andy Love (Lab/Co-op).